# Haaposaari (ö i Norra Savolax, Norra Savolax, lat 63,69, long 27,11)
Haaposaari är en ö i Finland. Den ligger i sjön Iso-Ii och Pikku-Ii och i kommunen Vieremä i den ekonomiska regionen  Övre Savolax ekonomiska region  och landskapet Norra Savolax, i den centrala delen av landet, 400 km norr om huvudstaden Helsingfors. Öns area är 2 hektar och dess största längd är 250 meter i nord-sydlig riktning.